# Тефрозия
Тефро́зия (лат. Tephrosia) — род цветковых растений, включённый в трибу Millettieae семейства Бобовые (Fabaceae).
Многолетники и кустарники, многие — ядовитые. Распространены в тропических и умеренных регионах мира, но в Европе в диком виде не встречаются.

## Ботаническое описание

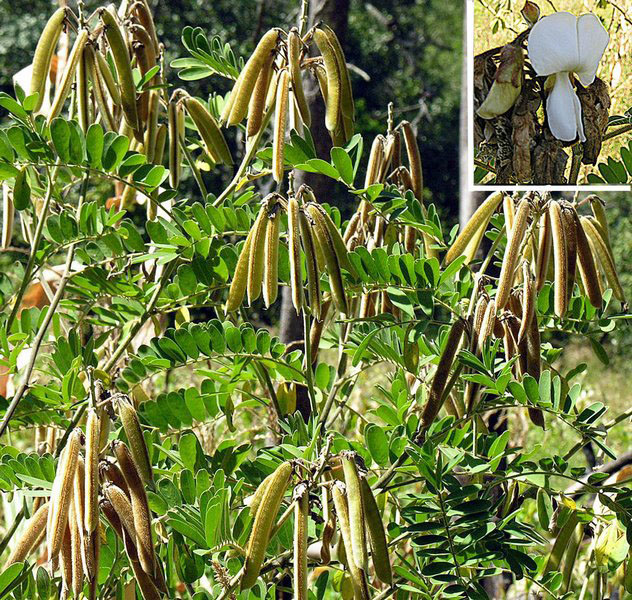
Тефрозия Фогеля

Прямостоячие, приподнимающиеся или стелющиеся многолетние травы и кустарники. Листья непарноперистые, с 1—20 парами листочков, редко простые. Прилистники сохраняющиеся или опадающие, у большинства видов травянистые, редко жёсткие и колючие. Вегетативные части растений с простым двуклеточным опушением 0,1—3 мм длиной.
Цветки собраны в верхушечные и пазушные кистевидные метёлки с мутовчатым расположением цветков. В каждом узле соцветия по прицветному листу, каждый цветок с опадающим или сохраняющимся прицветничком. Чашечка, как правило, сохраняющаяся, пятилопастная, верхние лопасти, как правило, срастающиеся, короче нижних. Флаг округлый, с наружной стороны опушённый. Лодочка обычно тупая, без заметного носика. Тычинки со сросшимися в трубку нитями, одна из них свободная только в основании или на протяжении всей длины.
Боб линейный, прямой или немного изогнутый, при созревании часто растрескивающийся, с носиком. Семена от почти шаровидных до почковидных и цилиндрических.

## Ареал
Широко распространённый в умеренном и тропическом поясах обоих полушарий род. В Европе отсутствует, наибольшее разнообразие видов в Африке, Северной Америке и Австралии.

## Значение
Тефрозия белая и тефрозия Фогеля используются в качестве сидерата на бедных почвах. Ряд видов используется в качестве яда для рыб. Тефрозия пурпурная — космополитичное сорное растение, также используется для получения коричнево-оранжевой краски, семена в Индокитае используются в качестве заменителя кофе.

## Таксономия

### Синонимы
- Apodynomene E.Mey., 1836
- Brissonia Neck. ex Desv., 1814, nom. superfl.
- Colinil Adans., 1763, nom. superfl.
- Cracca L., 1753, nom. rej.
- Erebinthus Mitch., 1769, nom. rej.
- Macronyx Dalzell, 1850
- Kiesera Reinw., 1847, nom. illeg.
- Needhamia Scop., 1777, nom. rej.
- Pogonostigma Boiss., 1843
- Reineria Moench, 1802, nom. rej.
- Seemannantha Alef., 1862, nom. superfl.
- Xiphocarpus C.Presl, 1830

### Виды
- Tephrosia candida (Roxb.) DC., 1825 — Тефрозия белая
- Tephrosia densiflora Hook.f., 1849 — Тефрозия густоцветная
- Tephrosia purpurea (L.) Pers., 1807 — Тефрозия пурпурная
- Tephrosia singapou (Buc'hoz) A.Chev., 1925 — Тефрозия сингапу
- Tephrosia tinctoria (L.) Pers., 1807 — Тефрозия красильная
- Tephrosia villosa (L.) Pers., 1807
- Tephrosia virginiana (L.) Pers., 1807 — Тефрозия виргинская
- Tephrosia vogelii Hook.f., 1849 — Тефрозия Фогеля